# Kamienica przy ulicy Kiełbaśniczej 16-19 we Wrocławiu
Kamienice przy ulicy Kiełbaśniczej 16-19 – zespół kamienic o średniowiecznym rodowodzie znajdujących się przy ul. Kiełbaśniczej we Wrocławiu. W kamienicy narożnej znajduje się Hotel Best Western Prima.

## Historia kamienic
Jest to zespół czterech średniowiecznych kamienic po 1945 roku połączonych w jeden kompleks hotelowy z zachowaniem rozdzielnej elewacji pierwotnych budynków. Zespół składa się z czterech działek o numerach nr 16 - 19. Są to czterokondygnacyjne kamienice kalenicowe o fasadzie utrzymanej w stylu klasycystycznym, z boniowanymi parterami.  
Kamienica narożna nr 16 wzniesiona na rogu ulicy Kiełbaśniczej i Łaziennej pochodzi z XV wieku, a jej relikty w postaci murów piwnicznych zachowały się do dzisiaj. W 1866 i 1871 roku kamienica została przebudowywana. 
Pierwszy murowany budynek na działce nr 17-18 był wzniesiony w XIV wieku. Kamienice nie posiadały osobnego dojazdu do dziedzińca, a dostęp do niego miał miejsce tylko przez szeroką sień. Pod koniec XV wieku sień kamienic przybrały reprezentatywną formę o tradycyjnych stropach. Na przełomie XIV i XV wieku kamienice zostały rozbudowane o pełny drugi trakt, którego głębokość wynosił 4,5 -5 m. Na przełomie XV i XVI wieku kamienica nr 18 została pogłębiona o skrzydło tylne. Kolejne przebudowy kamienic miały miejsce w latach 1853-1855 lub 1857. Czteroosiowym kamienicom nadano klasycystyczny wygląd, z boniowanym parterem. 
Kamienica nr 19 przebudowy doczekała się w latach 1875 (podniesiono ją o jedną kondygnację), 1880 roku i przed 1906 roku. Fasada została utrzymana w klasycystycznych formach. Od strony ulicy Kiełbaśniczej kamienica jest trzyosiowa, od strony ulicy Łaziennej pięcioosiowa.
W 2000 roku wszystkie cztery kamienice zostały wyremontowane, połączone i przekształcone w Hotel Best Western Prima.